# 밤하늘의 부르스
"밤하늘의 부르스"는 한국에서 제작된 노필 감독의 1966년 영화이다. 최무룡 등이 주연으로 출연하였고 김태현 등이 제작에 참여하였다.

## 출연

### 주연
- 최무룡
- 태현실
- 김동원
- 김신재

## 기타
- 조명: 고해진
- 미술: 송백규